# Metrosideros engleriana
Metrosideros engleriana là một loài thực vật có hoa trong Họ Đào kim nương. Loài này được Schltr. mô tả khoa học đầu tiên năm 1906.